# Еристави
 Тази статия е за титлата.  За писателя вижте Давид Еристави.  
Еристави (на грузински: ერისთავი) е титла на длъжностно лице, обединяващо в началото гражданска и военна власт в древна и средновековна Грузия. По-късно се преобразува в титла на владетел на голямо, обикновено погранично княжество, наричано ериставство. В грузинската аристократическа йерархия тази титла заема трето място след цар и мтавари. Терминът произлиза от грузинските думи ери (народ) и тави (началник). Титлата се приравнява на византийската стратег, римската дук, английската херцог, руската княз.

## История
В началото на 3 век пр.н.е. Парнаваз I (Фарнаваз I) обединява териториите в част от Източна и Западна Грузия в единното владение Иверия (Картли) и става негов първи цар. Той разделя царството си на 9 военно-административни единици, нарича ги ериставства и поставя еристави начело на всяка една от тях.
До времето на Багратионите често е ползвана и титлата ерисмтавари (ერისმთავარი, глава на хората), която по-късно е заменена отново с титлата еристави. В началото ериставите са съветници на царя, а техните права и задължения са уточнени от „Дзеглис дадеба“, законник, създаден от цар Георги V Грузински на специално законодателно събрание, проведено през 1335 г.
До 16 век административното деление в страната се реализира чрез системата на ериставствата. Техни владетели са ериставите, а младшите членове на рода носят титлата ериставишвили. Освен друго, длъжността е и на главнокомандващ, а атрибутите на ериставите са специален вид облекло, пръстен, пояс и копие. Винаги яздят коне от специална порода.

## Влиятелни ериставства
Някои високопоставени еристави в големите области носят титлата ериставт-еристави (ერისთავთ-ერისთავი), т.е. наместник над наместниците и като правило са потомци на аристократически родове. В Западна Грузия най-влиятелни и крупни ериставства са провинциите Гурия, Мегрелия, Абхазия и Сванетия. Ериставите в тях се държат като князе и практически са независими от централната царска власт.
В Картли са известни ериставствата на Ксанския и Арагвския пролом. В Имеретинското царство титлата еристави принадлежи на владетеля на областта Рача. Първоначално като еристави се титулуват и владетелите на Сванетия, Гурия и някои други територии, които през 15 век придобиват фактическа независимост от царската власт и се превръщат в наследствени владения, а ериставите получават титлата мтавари. Формално мтаварите все още са васали на имеретинския княз, но де факто водят самостоятелна политика.
Владетелите на Гурия, бившите еристави, създават свое отделно Гурийско ериставство, вече като военно-административна единица на княжеството си. Ериставството и типа владение сатавадо са потомствени, въпреки че са известни и немалко случаи на смяна на управляващите династии в тях, както и предаване във владение на ставадо в ръцете на други родове.
През 16 век делението на ериставства е заменено от системата на моуравствата, но няколко погранични ериставства се запазват. Техните могъщи феодали играят самостоятелна политическа роля и в стремежа си да съхранят целостта на владенията си, често воюват против сюзерена.
Както старите ериставства, превърнали се в самостоятелни княжества, така и тези в Гурия, Грузинското и Имеретинско царство се стремят, доста често успешно, да се обособят в самостоятелни владения, отделени от централната власт. Поради това, в периоди на засилване на царската власт, често се предприемат стъпки за премахване на ериставствата. През 18 век този процес се наблюдава в Картли и Имеретия.

## Еристмарски родове
- Гурамиди
- Нерсианиди
- Хосроиди

## Грузински еристави
През 19 и 20 век 5 грузински ериставски (княжески) рода, с различен произход, приемат в качеството си на фамилия и титлата „еристави“. Това са фамилиите:
- Еристави-Арагвски – владенията им се намират край Арагвския каньон и охраняват планинските проходи в Картли.
- Еристави-Ксански – владенията им се намират край Ксанския пролом и охраняват планинските проходи в Картли.
- Еристави-Гурийски – в Гурия.
- Еристави-Рачински – владенията им са в областта Рача в Имеретия. Те са клон от рода Чхеидзе.
- Сидамон-Еристави – в Кахетия. Родът претендира, че произхожда от картлинския род на арагвските еристави на княз Сидамон-Еристави. В Русия е признат официално като клон от княжеския род Еристави-Арагвски, чиито предци през 16 век, едновременно с тази фамилия, носят и фамилията Сидамонидзе.

С изключение на последните, в официалните документи на Руската империя, останалите четири рода почти никога не добавят втората част от фамилията си, а се именуват само Еристави.

## Ериставски фамилии
- Абазасдзе
- Абусеридзе
- Варданисдзе
- Геловани
- Гобиари
- Гуриели
- Дадиани
- Джакели
- Кахаберисдзе
- Липарити
- Панаскертели
- Сурамели
- Торникии
- Шервашидзе
- Чорчанели